# Panceta en salazón

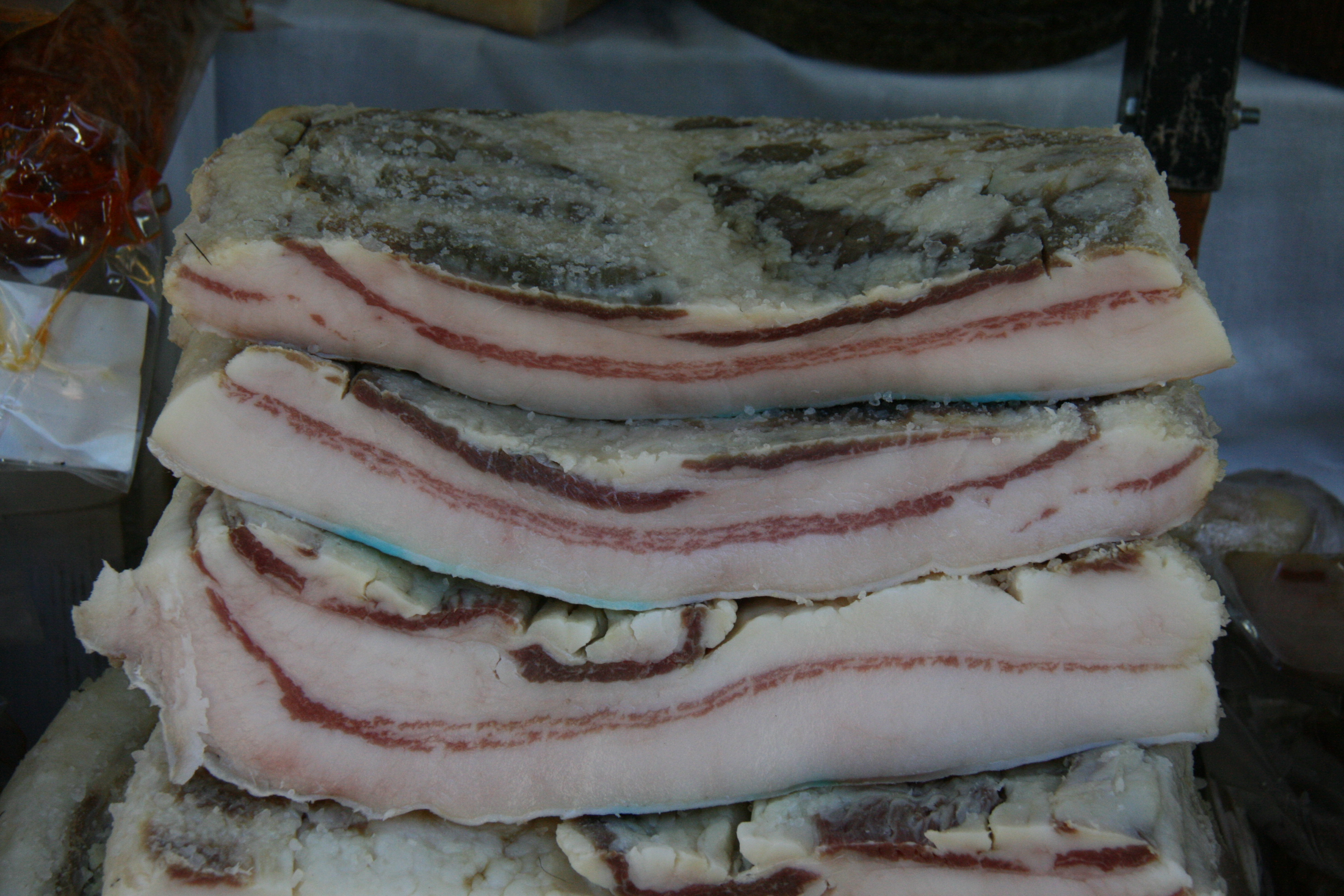
Panceta en salazón de cerdo ibérico.

La panceta en salazón (denominado también panceta salada o tocino salado) es la parte de la región abdominal del cerdo denominada panceta que se suele poner en sal con el objeto de preservarlo. La panceta obtenida en la matanza del cerdo suele inundarse en sal gorda con el objeto de que la carne grasa sufra el proceso de salazón en seco, quedando más tierna y absorbiendo menos sal. Este es un proceso básico de la chacinería. La salmuera mantiene tierna la carne durante prolongados periodos de tiempo. En la cocina tradicional no se empleaba panceta fresca, siempre estaba en salazón o en adobo. De esta forma participa como ingrediente habitual en los cocidos españoles como es el machego, la fabada asturiana (formando parte del compango).

## Técnica
Esta parte del cerdo es la más idónea para ser puesta en salmuera, junto con el pernil. Se emplean piezas frescas, recién sacadas del proceso de la matanza. La puesta en salmuera en cloruro sódico suele contar de unas diez a doce horas para un kilo y medio. Nunca más de dos quilos. Los trozos macizos y gruesos tardan mucho más en curarse que los trozos de menor tamaño porque se necesita más tiempo para que la sal llegue hasta el interior. Suele emplearse en la panceta del cerdo ibérico panceta que está veteada de punta a punta.